# Hepburn Lagoon
Hepburn Lagoon är en sjö i Australien. Den ligger i delstaten Victoria, omkring 98 kilometer nordväst om delstatshuvudstaden Melbourne. Hepburn Lagoon ligger 520 meter över havet.
Trakten runt Hepburn Lagoon består till största delen av jordbruksmark. Runt Hepburn Lagoon är det glesbefolkat, med 9 invånare per kvadratkilometer. Genomsnittlig årsnederbörd är 782 millimeter. Den regnigaste månaden är juli, med i genomsnitt 92 mm nederbörd, och den torraste är januari, med 22 mm nederbörd.